# Comitê Revolucionário do Partido Kuomintang da China
O Comitê Revolucionário do Partido Kuomintang da China ou Minge é um dos partidos permitidos com registro na República Popular da China. Foi fundado em 1948, durante a Guerra Civil, por opositores aos métodos de administração e liderança do Kuomintang, que romperam-se com a corrente ideológica do Generalíssimo Chiang Kai-shek.
O partido foi fundado por Li Jishen e reivindica ser o sucessor do legado político de Sun Yat-sen.

## História
Mesmo após muitas negociações de paz, em 26 de Junho de 1946 a Guerra Civil Chinesa formalmente se iniciou após a ofensiva comunista feita pelo Exército de Libertação Popular pelo controle da Peninsula Shandong e o rompimento das forças nacionalistas e comunistas da Segunde Frente Unida.
Em Novembro de 1947 a primeira reunião realizada pelo partido foi em Hong Kong e em Janeiro de 1948 o partido foi formalmente fundado por Li Jishen, ex-filiado do Kuomintang, que anunciou a criação do partido e nomeou Soong Ching-Ling, viúva de Sun Yat-Sen, como Presidente Honorária do Comitê Revolucionário, entretanto a mesma nunca se filiou ou juntou-se ao partido, estando já presente nas atividades Partido Comunista Chinês.
Em Setembro de 1949, o Minge enviou representantes para a Conferência Consultiva Política do Povo Chinês, principal órgão legislativo da China popular até 1954.
Após a morte do fundador Li Jishen, He Xiangning assume o poder do partido em Agosto de 1960, deixando-o apenas após sua morte em 1º de Setembro de 1972; Apenas em 1979 é decidido um presidente para o Minge, sendo Zhu Yunshan que faleceu em 1981, também estando no poder; sendo o atual presidente do Minge o politico Zheng Jiangbeng.

## Ver Também
- Kuomintang
- Li Jishen
- Lista de partidos politicos da China

## Referencias
1. ↑  Song, Yuwu (2013). Biographical Dictionary of the People's Republic of China. [S.l.: s.n.] p. 117. ISBN 978-1-4766-0298-1
2. ↑  Lawrence, Susan V. (20 de Março de 2013). «"Understanding China's Political System"» (PDF). Federation of American Scientists. Consultado em 15 de Fevereiro de 2024
3. ↑  Jessup, John E. (1989). A Chronology of Conflict and Resolution, 1945–1985. Nova Iorque: Greenwood Press. ISBN 0-313-24308-5
4. ↑  «The Revolutionary Committee of the Chinese Kuomintang»
5. 1 2  «The Revolutionary Committee of the Chinese Kuomintang (RCCK) - China Yearbook 2004». Conselho de Estado da República Popular da China. Consultado em 15 de Fevereiro de 2024
6. ↑  «民革中央领导简介（包括现任领导、历届领导）». Minge.gov.cn. Consultado em 15 de Fevereiro de 2024